# Licht (цикл опер)
LICHT. Sieben Tage der Woche (рус. СВЕТ. Семь дней недели) — цикл из семи опер Карлхайнца Штокхаузена, созданный в течение 1977—2003 годов. Композитор является автором как музыки, так и либретто цикла. Каждая из семи опер LICHT посвящена определённому дню недели, а также одному или нескольким из трёх основных героев цикла, музыкального инструмента (или голоса), и ряда символов. Оперы LICHT имеют модульную структуру — каждая опера состоит из ряда отдельных произведений, которые соединяются последовательно и, в некоторых случаях, параллельно (накладываясь между собой как звуковые пласты). В общем LICHT охватывает 214 сочинений, общая протяжённость цикла — 29 часов.
Жанр LICHT лишь косвенно можно назвать оперой в традиционном смысле; исследователь творчества композитора Robin Maconie, к примеру, употребляет также термины мистерия и даже пасион. Сюжет цикла построен на часто довольно абстрактных, многозначных образах, скрытой символике, которая проявляет себя как в фабуле, так и непосредственно в музыке опер. В LICHT Штокхаузен делает и автобиографические вкрапления.
Каждая опера длится от 3 до 5 часов и имеет индивидуальную структуру и инструментальный/вокальный состав. Как правило, оперы LICHT начинаются с музыкального «приветствия» (Gruss), во время которого публика сходится к залу, и заканчиваются «прощанием» (Abschied), которое звучит, когда публика покидает зал после просмотра оперы.

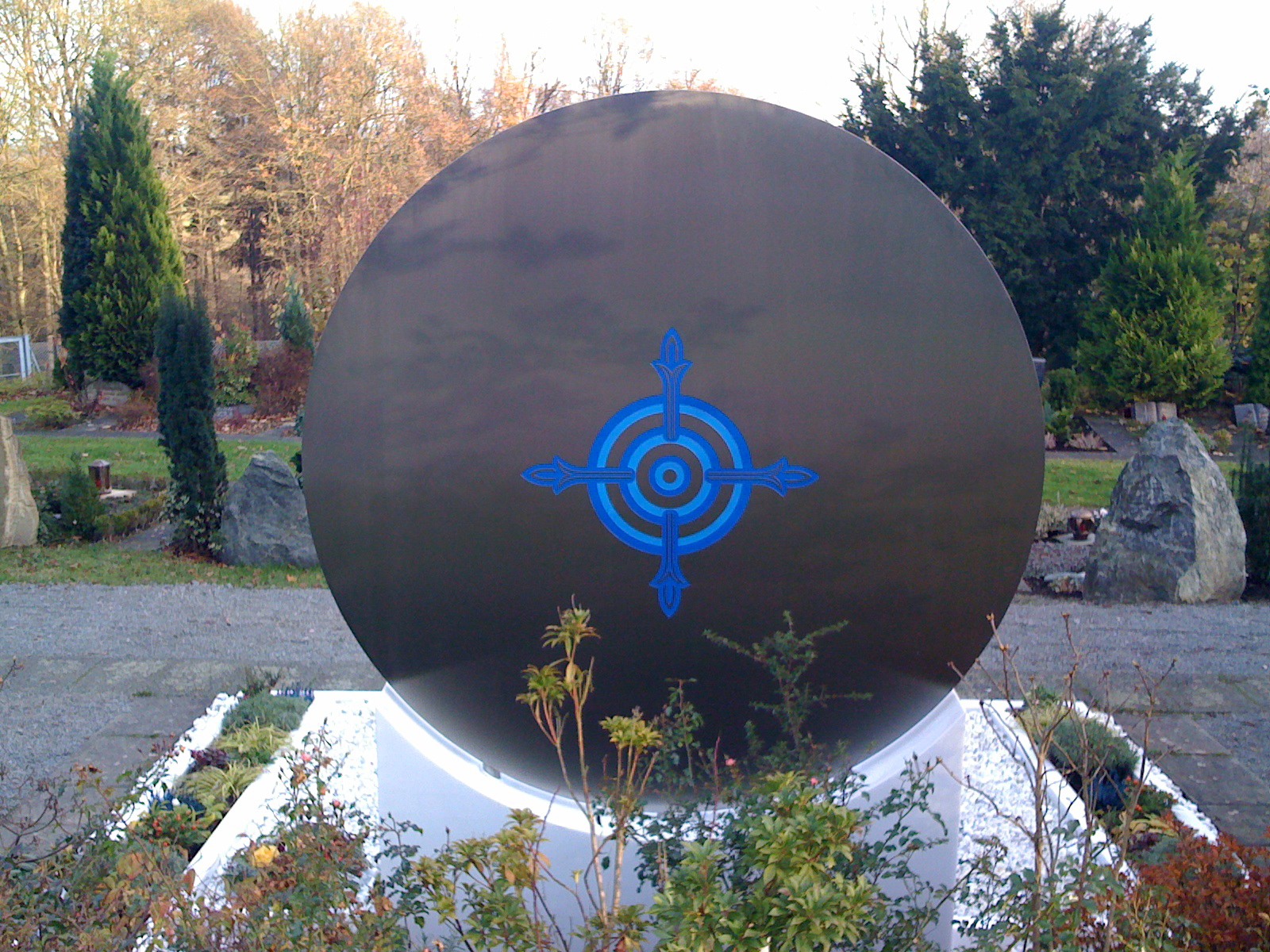
На обратной стороне надгробия Штокхаузена изображён символ Михаэля, одного из основных героев LICHT.

## Концепция цикла
Само название LICHT, свет, Штокхаузен объяснял таким образом:
Слово LICHT пришло мне в голову довольно быстро, поскольку его значение постоянно описывают наши великие наставники: или в религиозном смысле, или в светском, или в абстрактно-философском; вспоминал ли его Христос, или  Ауробиндо <...>. Конечно свет — это прежде всего дух, манифестация духа, совершенного, всепроникающего духа, всё проясняющего. Из-за этого есть такое универсальное слово, и не найти нам другого которым можно было бы назвать моё произведение.
LICHT состоит из семи опер, каждый из которых соответствует определённому дню недели, но при этом LICHT не имеет фиксированного начала или конца — начинать и заканчивать можно любой из семи опер, не нарушая при том их последовательности (то есть Четверг, к примеру, должен выполняться после Среды, а не наоборот). Таким образом строение цикла напоминает спираль — один из любимых символов композитора.
Все события в LICHT вращаются вокруг трёх основных персонажей: Михаэля, Евы и Люцифера. Каждому из основных героев-сил соответствует определённый инструмент и голос:
| Герой   | Инструмент         | Голос   |
| ------- | ------------------ | ------- |
| Михаэль | труба              | тенор   |
| Ева     | флейта, бассетгорн | сопрано |
| Люцифер | тромбон            | бас     |

Эти три основных героя LICHT являются не простыми «телесными» персонажами, а трансцендентными воплощениями основных духовных сил, которые, по мнению Штокхаузена, взаимодействуют во вселенной, и потому каждый из них может появляться в разных образах.

### Суперформула

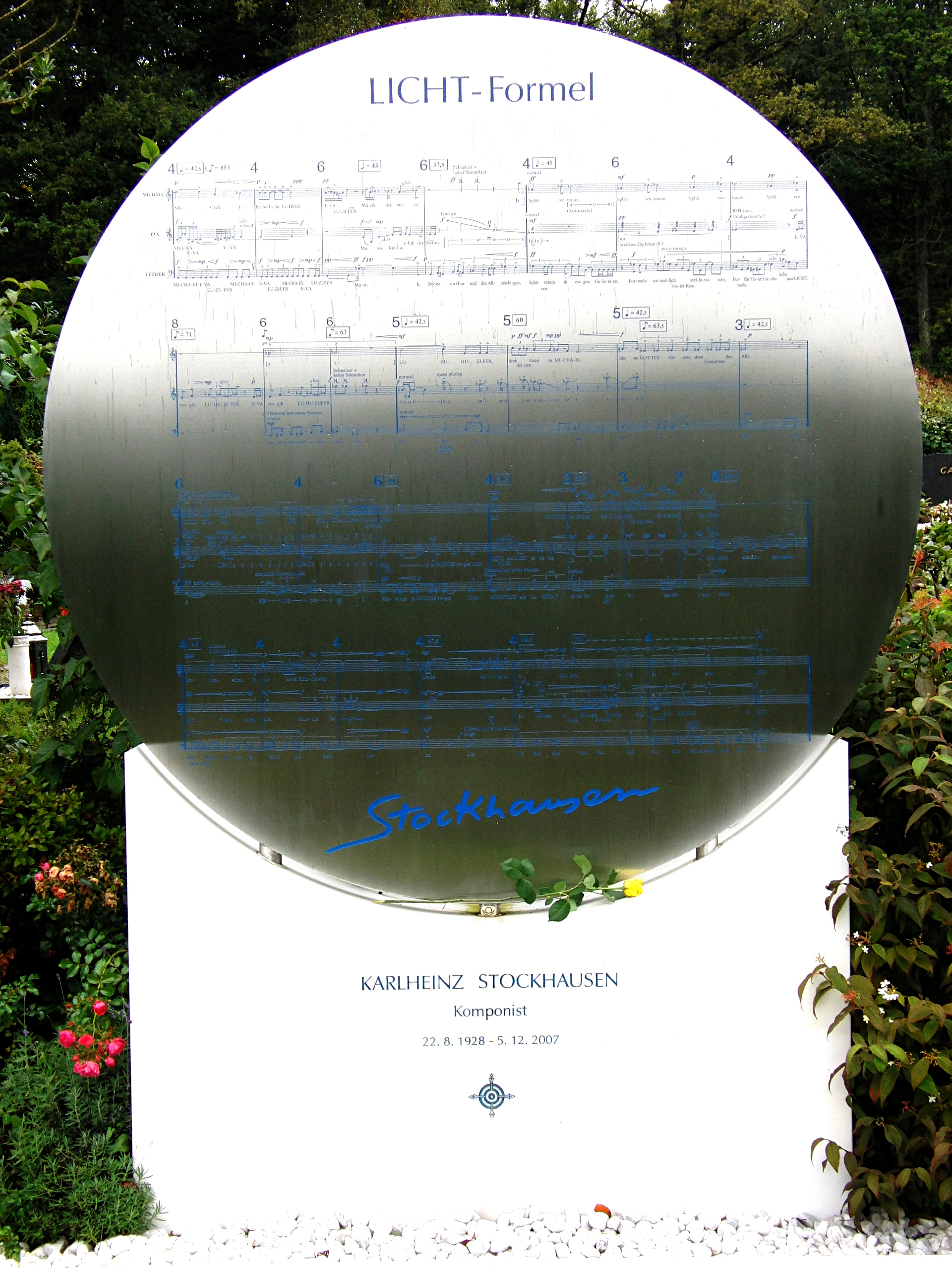
Суперформула LICHT, воссозданная на надгробии композитора.

Весь цикл, над которым композитор работал в течение 26 лет, скомпонован в соответствии с музыкальной «суперформулой» (нем. Superformel), которую Штокхаузен создал в самом начале работы над LICHT. Вся музыка опер тем или иным путём следует из этой начальной суперформулы. Сама суперформула это небольшой фрагмент музыки, написанный на трёх нотоносцах, каждый из которых воплощает в себе музыкальную «формулу» одного из трёх основных героев оперы. В этом фрагменте заложена структура всей оперы, характера героев и их взаимодействия между собой, драматургия цикла.
Формула каждого из героев — это свободно трактованная серия (когда основные звуки серии могут повторяться, обыгрываться и тому подобное). При том серия Евы является завершённой, и содержит 12 звуков, серия Люцифера — незавершённой (11 звуков), а серия Михаэля — расширенной (13 звуков). Формула Михаэля по высоте звука в высоком регистре, Люцифера — в басовом, а Евы — между ними. Это и отражает суть самих героев: Михаэль является воплощением Божьей воли, Ева — опекуншей жизни на Земле, Люцифер — бунта против Бога. Интервал Михаэля — чистая кварта (или квинта), Евы — большая терция (или малая секста), Люцифера — большая септима. Формулы всех трёх героев связаны и взаимодействуют между собой посредством Евы.
Суперформула делится на сегменты по 2-3 такта, каждый из которых соответствует определённому дню недели, то есть одной из опер цикла LICHT. Штокхаузен сочинил суперформулу между 24 марта и 4 апреля 1978 г.

## Оперы
Штокхаузен писал оперы LICHT в иной последовательности, чем они должны исполняться. Хронология создания опер такова:
| Опера                 | Годы      |
| --------------------- | --------- |
| Donnerstag (Четверг)  | 1978—1980 |
| Samstag (Суббота)     | 1981—1983 |
| Montag (Понедельник)  | 1984—1988 |
| Dienstag (Вторник)    | 1977—1991 |
| Freitag (Пятница)     | 1991—1994 |
| Mittwoch (Среда)      | 1992—1998 |
| Sonntag (Воскресенье) | 1998—2003 |

Хотя первой завершённой оперой LICHT является Donnerstag, Штокхаузен начал работу над LICHT из произведения Der Jahreslauf, которое он написал в Японии летом 1977 г. на заказ Тосиро Кидо и Национального театра в Токио. Изначально это произведение было для традиционного японского оркестра гагаку, но впоследствии Штокхаузен сделал версию для современного оркестра с использованием синтезатора, которая и вошла в LICHT как первое действие оперы Dienstag (при том в опере название произведения фигурирует уже без артикля, то есть как Jahreslauf).

### Montag aus LICHT

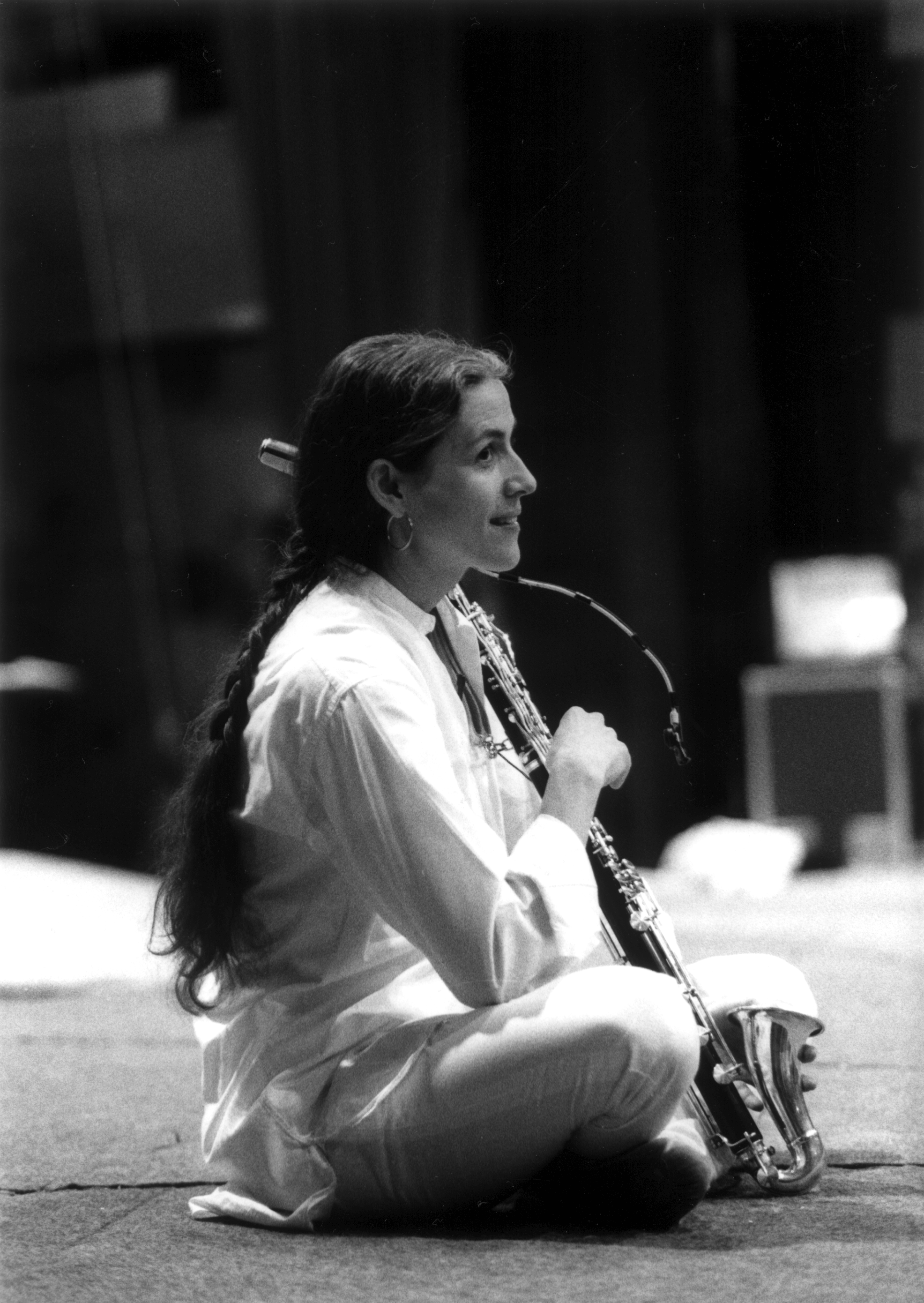
Сюзанна Стефенс, бассетгорнистка, первая исполнительница LICHT, во время репетиции в Ла Скала.

Премьера этой оперы состоялась в 1988 г. «Понедельник» посвящён фигуре Евы, женственности, содержит элементы эротики; символы: вода, луна; цвета: зелёный и серебряный. Опера состоит из приветствия, трёх действий и прощания.

#### Montags-Gruss
«Приветствие» Понедельника — это музыка для бассетгорнистки в сопровождении 4-канальной электронной дорожки, которая скомпонована из звуков воды и бассетгорна, а также элементов конкретной музыки. Сольная партия Montag Gruss существует отдельно от оперы как произведение XI. Эта партия построена на широком применении глиссандо микроинтервалами, символизирующими воду. Поскольку использование микрохроматики сильно зависит от инструмента, исполнитель должен сам отыскать возможные микроинтервалы. Произведение существует в реализации Suzanne Stephens для бассетгорна (исполнительница расписала нужную аппликатуру) и в версии для флейты в реализации Катинки Пасвеэр. Также произведение можно выполнять и на других инструментах, имеющих возможность применения микрохроматики.

#### Действие I: Evas Erstgeburt
В первом действии Понедельника Штокхаузен рисует сюрреалистическую картину рождения разнообразных существ из лона Евы (которая изображена на сцене как большая статуя обнажённой женщины, лежащей на берегу моря): мальчиков с головами львов, лошадей, ласточек-близнецов, тройни попугаев, собачек, семи гномов… На мгновение появляется Люцифер, который с отвращением смотрит на потомство Евы. После родов трое сопрано, а впоследствии — трое теноров поют «арии на день рождения» (Geburts-Arien). Впоследствии потомство начинает капризничать, и его неудачно пытаются успокоить (сцена Knaben-Geschrei). Второй раз появляется Люцифер в обличье Luzipolyp, морского существа, похожего на осьминога, который разными способами демонстрирует своё отвращение. Женщины закапывают его в песок. Люцифер в третий раз появляется в обличье моряка и приказывает потомству вернуться в лоно Евы, чтобы повторить процесс заново, затем объявляет перерыв.

#### Действие II: Evas Zweitgeburt
Во втором действии изображается идиллическая картина с элементами эротики. Хор девушек поёт Mädchenprozession (девичью процессию), готовя Еву к ритуальному оплодотворению музыкой. Они зовут пианиста Pierre-Laurent Aimard (реальное лицо), который выполнением Klavierstück XIV оплодотворяет Еву новым потомством, пока в её лоно въезжает удлинённый концертный рояль. Музыка Klavierstück XIV довольно спокойная, нежная, и по характеру напоминает ноктюрн; стиль Штокхаузена здесь существенно отличается от его фортепианных пуантилистических произведений 1950-х годов.
На этот раз Ева рожает 7 мальчиков с именами дней недели. После рождения потомства из сердца Евы выходит Coeur de Basset (на премьере — Сюзанна Стефенс), которая на бассетгорне исполняет в сопровождении синтезаторов Evas Lied, песню Евы. Ей подпевают 7 мальчиков, которые исполняют песни на 7 дней недели. Coeur de Basset превращается в три Bassettinen, которые символизируют собой интимные части женского тела. Они заигрывают с парнями, музыка содержит эротические аллюзии. Действие обрывается, когда парень-воскресенье восклицает: «Выключите свет!».

#### Действие III: Evas Zauber
Третье действие посвящено чарам Евы, в роли которых выступает бассетгорнистка (Сюанна Стефенс). Она заглядывает в стеклянные сосуды с водой, в которых видит своё отражение; любуется своей красотой… Ребята из второго действия предстают здесь как взрослые мужчины в костюмах, и они хором аккомпанируют игре Евы, восхваляя её и её инструмент. В сцене Ave к Еве присоединяется её «вторая половинка» Ave (отражение имени Eva) — мужской образ в костюме, который играет на альтовой флейте (на премьере эту партию исполняла одетая мужчиной Катинка Пасвеэр). Их дуэт содержит любовные/эротические мотивы.
После дуэта Eva-Ave Ева исчезает в сердце одноимённой статуи, а Ave завораживает и гипнотизирует своей игрой на флейте ребятишек. В конце дети превращаются в птиц и Ave забирает их с собой на небо. Штокхаузен здесь «перепевает» средневековую легенду про Гамельнского крысолова.

#### Montags-Abschied
Музыка Прощание понедельника — это 4-канальная электронная композиция, которая звучит в фойе, когда публика выходит из зала. В произведении звучит флейта пикколо, голос Катинки Пасвеэр и пение птиц, которые композитор обработал средствами электронной музыки.

### Dienstag aus LICHT

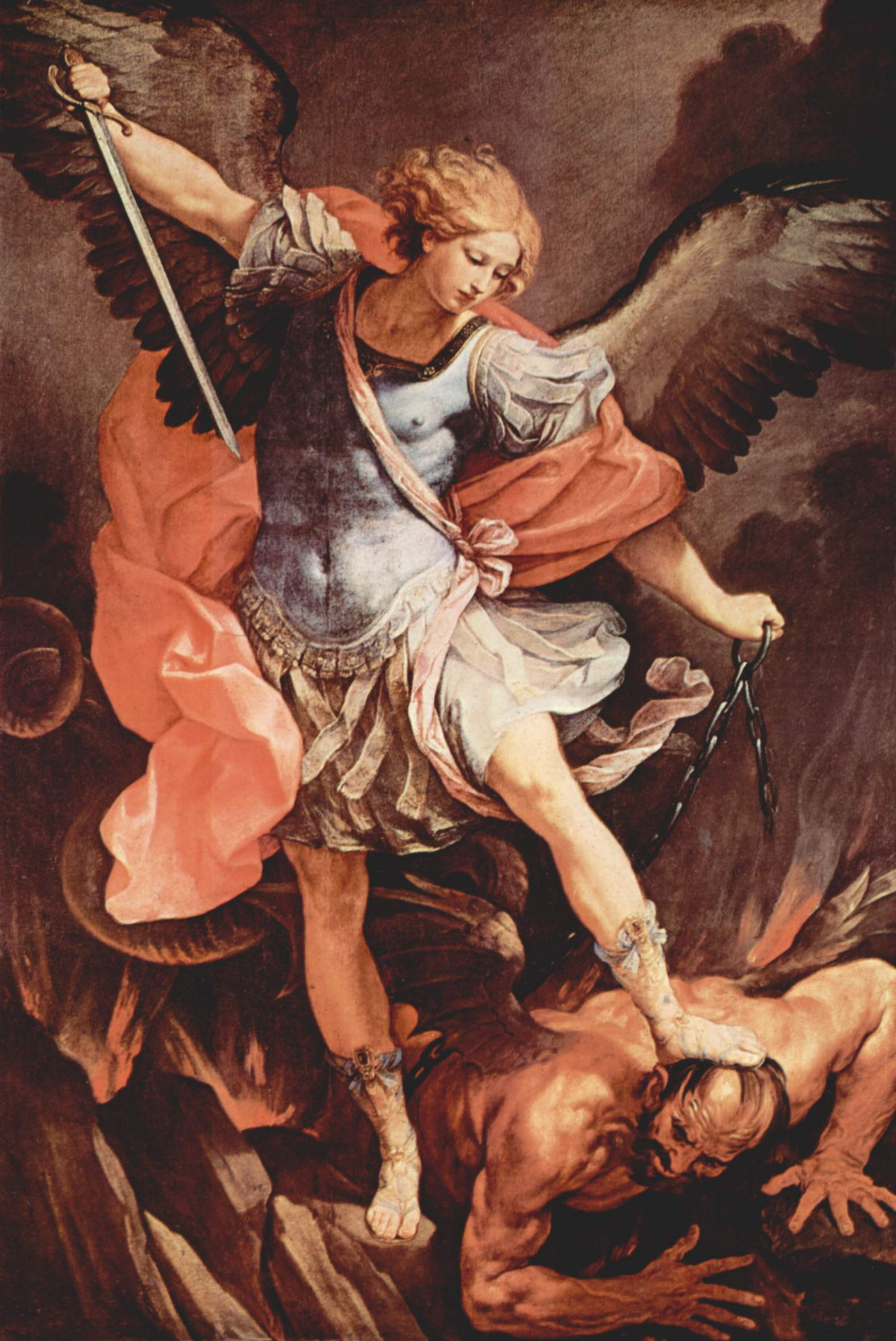
Гвидо Рени. Архангел Михаил в поединке с Сатаной (1636).

Вторничная опера — это поединок Михаэля и Люцифера.
Dienstag Gruss написан для 9 труб, 9 тромбонов, 2 синтезаторов и хора. Ансамбль разделён на две группы, расположенные с обеих сторон зала: трубы, сопрано и тенора — справа (ансамбль Михаэля), тромбоны, альты и басы — слева (ансамбль Люцифера). Каждая из групп содержит также синтезатор и ею дирижирует отдельный дирижёр. Кроме этих двух групп отдельную роль имеет одно сопрано (Ева) которая сначала поёт справа от публики, потом в задней части зала, далее — слева и в конце — со сцены.
Действие I: Jahreslauf, то есть «бег лет» — это поединок Михаэля и Люцифера в сфере времени. Люцифер пытается затормозить ход времени, тем самым сдержать эволюцию человечества, а Михаэль — не дать ему этого сделать.
Ha сцене — 4 танцоры-мима, «бегуны» (нем. Jahresläufer), каждый из которых олицетворяет, соответственно, тысячелетия, века, десятилетия, и отдельные годы. Действие происходит в последний день года. Люцифер пробует разными способами соблазнить или отвлечь бегунов, чтобы прервать их работу (двигать время вперед). Сначала он дарит им цветы, соблазняет их роскошной пищей и стриптизёршей, но каждый раз вмешивается Михаэль и план Люцифера терпит поражение. Сначала «бегунов лет» возвращает к их работе девочка, которая хлопает, впоследствии — крик льва, потом — снова девочка, которая обещает одному из них денежный приз лучшего бегуна, и в конце концов буря. Под конец Jahreslauf один из бегунов получает обещанный приз.
С точки зрения музыки первое действие — это переработанная версия произведения Der Jahreslauf, которое Штокхаузен написал изначально для традиционного японского оркестра гагаку ещё перед началом работы над циклом LICHT. В оперной версии этого произведения композитор заменил японские инструменты на западные. Таким образом инструментальный состав Jahreslauf — это 3 синтезатора или фисгармонии, 3 флейты пикколо, 3 сопранных саксофона, клавесин (или синтезатор) и ряд ударных инструментов. Кроме того, здесь есть фрагменты, записанные на плёнке, в частности голос самого Штокхаузена («Цветы для бегунов лет…» и подобные фразы), голос девочки, крик льва, другие звуки, связанные с событиями на сцене, а также фрагмент джазовой музыки, который звучит в тот момент, когда «бегунов лет» соблазняют стриптизёршей. О происхождении этого фрагмента композитор сказал:
Действие II: Invasion — Explosion mit Abschied (Инвазия — взрыв с прощанием) — продолжение поединка Михаэля и Люцифера. Всё вторая действие происходит под аккомпанемент 8-канальной электронной музыки под названием Oktophonie. На сцене — скала, поросшая мхом, ночь, по скале бегают лучи прожекторов. Сначала поединок двух сил происходит сугубо в сфере музыки, сценического действия нет. По замыслу композитора, музыка передаёт движение «летающих объектов, стреляющих с неба». Позже на сцене появляются две группы музыкантов. Группа Люцифера, одетая в черно-красное, состоит из тромбонистов, ударника и музыканта, играющего на переносном синтезаторе, и баса; группа Михаэля — это трубачи, ударник, исполнитель на переносном синтезаторе и тенора, все одеты в голубое. Между ними музыкальный бой — инструменты символизируют оружие. Этот бой происходит в три фазы (3 «инвазии»). Между первой и второй инвазией недолго звучит тихая мелодия Евы. После второй инвазии, во время которой «ранили» одного из трубачей (который одновременно является воплощением Михаэля), звучит фрагмент под названием Pietà — это дуэт раненого Михаэля-трубача и Евы-медсестры (сопрано). Этот фрагмент на премьере исполнял сын композитора Маркус Штокхаузен на специально сконструированном четверть-тоновом флюгельгорне. После третьей инвазии раненого Михаэля медики забирают в хрустальный бункер, который силы Люцифера пытаются взорвать; раздаются три взрыва, после последнего, самого сильного бункер разрушается, но вдруг под воинами Люцифера разверзается земля и поглощает их всех…
С этого момента действие переносится «по ту сторону» (нем. Jenseits). Посреди хрустального помещения, полного белого света, на ползунах конвейера едут маленькие фигурки солдат и техники. Словно крупье, этим фигурками орудуют «игроки» — «стеклянные существа» с мужскими голосами, которые символизируют взаимно противоположные силы. Этот хор «стеклянных существ» исполняет фрагмент под названием Jenseits. Под конец этого фрагмента на сцену на специальной платформе въезжает Synthi-Fou, исполнитель на синтезаторах, которые вмонтированы в платформу, и исполняет фрагмент, который так и называется — Synthi-Fou или Klavierstück XV. На исполнителя надеты слоновьи уши, длинный нос и большие солнцезащитные очки, манера его игры очень показная и виртуозная; этот фрагмент имеет отчасти юмористический характер, и исследователи указывают на определённую аллюзию к личности Элтона Джона. На премьере оперы Synthi-Fou был сын композитора Симон, который вместе с отцом принимал участие в компоновке музыки этой сцены. В определённый момент «синтезаторщик» начинает отсчитывать от 13 до 1, замедляя свою игру и в конце концов окончательно останавливаясь, встаёт и уходит со сцены. Слушатели остаются наедине с 8-канальной электронной дорожкой Oktophonie, в которой звучит мягкая пульсация, которая плавно и постепенно затухает.

### Donnerstag aus LICHT

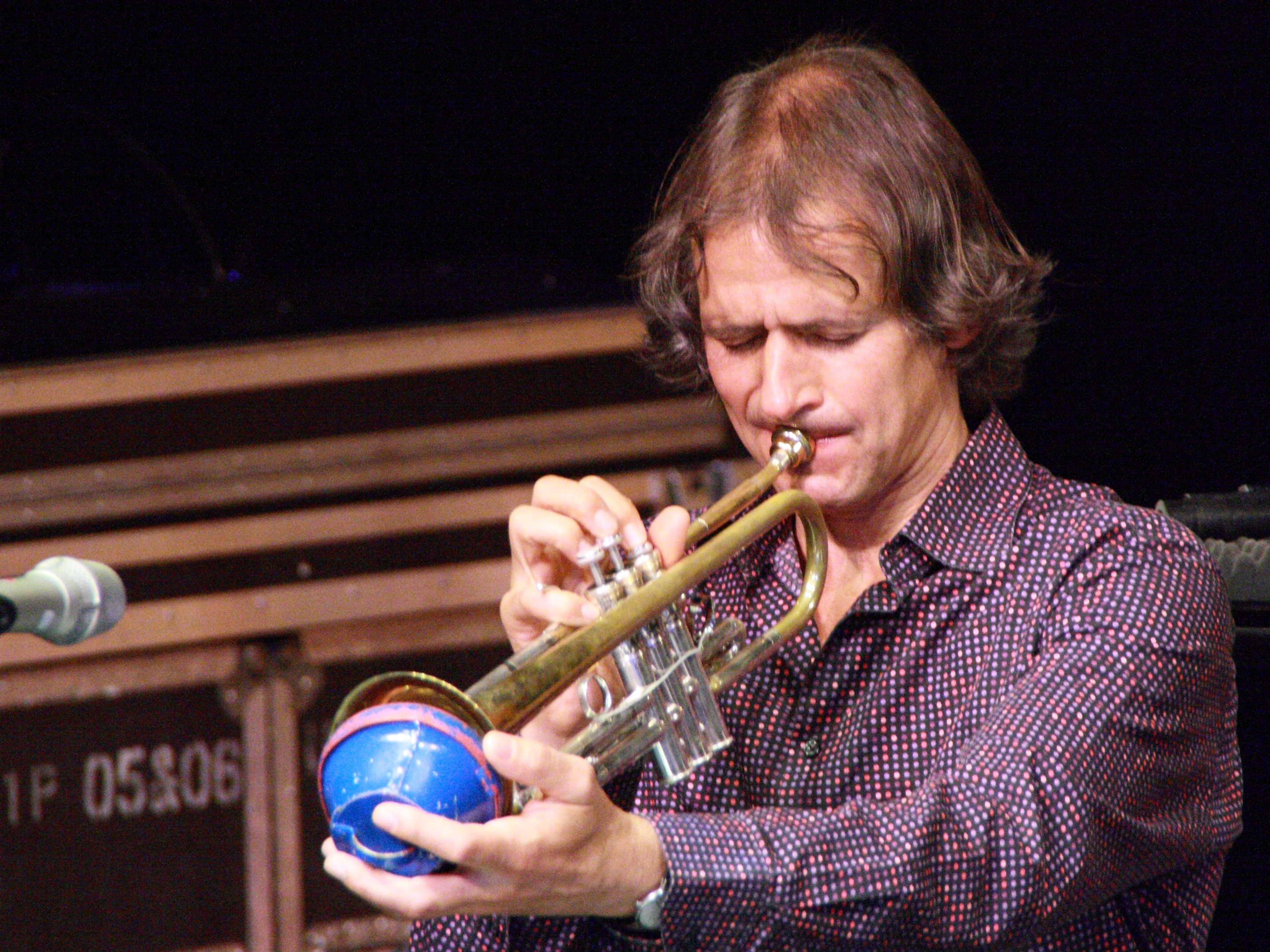
Маркус Штокхаузен, исполнитель роли Михаэля-трубача в Donnerstag

Опера четверга в LICHT — первая, которую завершил Штокхаузен. Премьера оперы состоялась в 1981 г. Donnerstag посвящён Михаэлю, и, одновременно, самому Штокхаузену (композитор частично отождествлял себя с героем своей оперы) — в опере содержатся автобиографические мотивы.
Donnerstags-Gruss написан для 8 медных духовых, фортепиано или вибрафона и ударных. Первое действие оперы, Michaels Jugend описывает юность Михаэля, и содержит вкрапления из детских воспоминаний самого композитора (диалоги, словесные игры, колыбельные и тому подобное). Родители Михаэля обучают его различным знаниям — папа Люцимон (отца Штокхаузена звали Симон) — арифметике, истории, охоте. Образ отца является не совсем положительным. Зато мама, которая учит Михаэля музыке и танцу, изображена красивой и мудрой. Впоследствии Михаэль теряет обоих родителей (как и когда-то сам композитор): отец погибает на войне, мама — в больнице. Дальше (сцена 2) Михаэль встречает Mondeva, очаровательную девушку, воплощение Евы («Луна-Ева»). Их инструментально-вокальный дуэт — музыкальная любовная сцена, они учатся формулам друг друга, «синхронизируя» свою игру (труба и бассетгорн). В третьей сцене, Examen, Михаэль сдаёт экзамены в консерватории, сначала как певец, дальше — как инструменталист (трубач), и в конце — как тройная фигура: певец, инструменталист и танцор. В рамках Examen звучит произведение для фортепиано Klavierstück XII, а также произведение Unsichtbare Chöre, который является 50-минутной 8-канальной проекцией ста восьмидесяти хоровых голосов, записанных на плёнке. Оттуда и название — «Невидимые хоры».
Второе действие оперы, Michaels Reise um die Erde — это своеобразный концерт для трубы с симфоническим оркестром, в котором Михаэль-трубач путешествует по разным уголкам Земли, а в конце — проходит через распятие и вознесение на небо в музыкальном сочетании с Евой-бассетгорнисткой. Места, которые посещает Михаэль, тем или иным образом касаются и жизнеописания самого Штокхаузена: Кельн, Нью-Йорк, Япония, Бали, Индия, Африка, Иерусалим. Каждая «остановка» содержит музыкальные аллюзии к определённым местам: Кельн — стилистика «раннего» Штокхаузена, Нью-Йорк — «эхо» джазовых гармоний и стиля Эдгара Вареза, Япония — имитация традиционного оркестра гагаку, Бали — музыка гамелана, Африка — том-томы и басовые звучания оркестра. В последней «остановке» звучит фрагмент под названием Halt, где трубач «разговаривает» с контрабасом; этот фрагмент содержит джазовые аллюзии, в частности к музыке Майлза Дэвиса, которым восхищался Маркус Штокхаузен, сын композитора и исполнитель партии Михаэля. Распятие Михаэля происходит вне поля зрения публики, но про него сообщают тромбоны. После этого звучит дуэт Михаэля и Евы, в котором их формулы соединяются между собой и они возносятся на небо.
Michaels Heimkehr, третье действие Donnerstag, изображает Михаэля после возвращения домой, к «небесной резиденции». Михаэль здесь предстаёт в тройной ипостаси — трубача, тенора и танцора. В сцене Festival — пир в честь возвращения Михаэля, ему дарят подарки. Впоследствии появляется Люцифер, с которым Михаэль соревнуется сначала как трубач, затем — как тенор (сцены Drachenkampf, Argument). В Knabenduett поединок прерывается появлением двух ангелов, которые играют на сопранових саксофонах. Заключительная сцена Четверга — Vision — «монолог на троих», где Михаэль в трёх ипостасях передаёт образы-воспоминания из своего быта на Земле. Музыка Vision выдержана в динамике piano, и довольно светлой и гармоничной. Прощание четверга, Donnerstags-Abschied — это музыка для 5 труб, которая, по замыслу Штокхаузена, должна была бы звучать с крыш домов вокруг театра и сопровождать публику в пути домой.

### Samstag aus LICHT
Суббота — вторая по хронологии написания опера LICHT, и, как и Donnerstag i Montag, посвящена только одному герою цикла, в этом случае Люциферу. Samstags Gruss, который звучит пока публика сходится к залу, написан для 28 инструментов — тромбонов (инструмент-символ Люцифера в опере), труб, валторн, энфониумов и ударных. Музыканты расположены в четырёх углах зала. В основе «субботнего приветствия» — 8-кратно растянутый во времени фрагмент формулы Люцифера, который соответствует сцене Luzifiers Tanz; также в музыке есть небольшие вкрапления формул Михаэля (малая секста) и Евы (нисходящая октава).
Первое действие, Luzifers Traum als Klavierstück XIII — это дуэт для фортепиано и баса, который изображает сон и грёзы Люцифера о музыке. Люцифер здесь не играет на фортепиано, ведь он не способен к музыке и не может играть на инструменте. Зато он басом словно сквозь сон «комментирует» происходящее в музыке — а музыка медленно разлагается, разрушается; формула, положенная в основу произведения, меняется до неузнаваемости. Только в конце, как символ поражения Люцифера, на зло ему звучит простая «человеческая» мелодия, которой он и сам в конце концов увлекается. Эта действие также имеет отдельную «визуальную» партию — 5 цветных слоев (голубой, зелёный, зелено-голубой, зелено-чёрный, голубо-чёрный), которые проецируются на сцену друг над другом, меняют пропорции высоты согласно схеме, которую сложил композитор. Партию фортепиано композитор изначально написал как отдельное произведение, посвящённое его дочери Майелле, и впоследствии включил его в оперу где Майелла была первой исполнительницей произведения.
Kathinkas Gesang als Luzifers Requiem
Luzifers Tanz